# Dichromodes sphaeriata
Dichromodes sphaeriata är en fjärilsart som beskrevs av Felder 1875. Dichromodes sphaeriata ingår i släktet Dichromodes och familjen mätare. Inga underarter finns listade i Catalogue of Life.